# Samiske sprog
De samiske sprog er en gruppe uralske sprog, der tales af samerne i de nordlige dele af Norge, Sverige, Finland og Kolahalvøen (Rusland). De samiske sprog, der står hinanden fjernest, er indbyrdes uforståelige, mens tilgrænsende dialekter som regel er gensidigt forståelige. Derfor plejer man at sige, at de samiske sprog danner et dialektkontinuum. Det største samiske sprog er nordsamisk. Samiske sprog er nærmest beslægtet med de østersøfinske sprog.
Seks af de samiske sprog har standardiserede skriftsprog: Syd-, lule-, nord-, enare- og skoltesamisk, som bliver skrevet med det latinske alfabet, og kildinsamisk, som bliver skrevet med det kyrilliske alfabet.

## Officiel status
Samisk er det sprog, der tales af samer i Norge, Sverige, Finland og Rusland. Det er alle vegne et mindretalssprog, som har modtaget betydelig påvirkning fra de omgivende flertalssprog, først og fremmest de nordiske sprog. Modsat er der derimod ikke sket den store påvirkning, men der er dog ét ord fra samisk, som bruges i mange sprog, nemlig tundra.

### Norge
Den norske grundlovs §110a giver samisk officiel status i kommunerne Kautokeino, Karasjok, Tana, Nesseby, Porsanger, Kåfjord, Tysfjord og (hvis Stortinget godkender det) Snåsa. De seks første kommuner er inden for det nordsamiske sprogområde; i Tysfjord tales lulesamisk og i Snåsa sydsamisk.

### Sverige
I Sverige har de samiske sprog svagere status, men der er alligevel fire kommuner, hvor samisktalende har visse rettigheder.

### Finland
Det samiske område omfatter kommunerne Enontekis, Utsjok, Enare og den nordlige del af Sodankylä. Nordsamisk har status som officielt sprog i alle disse kommuner, og desuden har enare- og skoltesamisk officiel status i Enare kommune.

### Rusland
Samisk (dvs. kildinsamisk og skjoltesamisk ter tersamisk), tersamisk har kun to talere og er et af de "26 nordlige sprog" i Rusland, og der bliver undervist i kildinsamisk i Lovozerskij rajon i Murmansk oblast.

### Norden
Sameland adskiller sig fra de autonome områder Færøerne, Åland og Grønland ved ikke at være formelt anerkendte i nordiske sammenhænge. Nordisk Råd publicerer dog en del af sit informationsmateriale på nordsamisk.

## Typologiske særtræk
De uralske sprog er typiske, agglutinerende sprog med suffiksering som dominerende grammatisk proces. De har ikke genus- eller bøjningsklasser, men i stedet stammeklasser. Sætninger bliver opbygget over en kerne med et antal forholdsord (postposition oftere end præposition, dvs. "søs til" hellere end "til søs", verbet efter objektet: "Per fisk fanger" hellere end "Per fanger fisk"). (Se SOV-sprog.)
I sammenligning med de beslægtede sprog er de samiske sprog måske dem, som har fjernet sig længst fra den prototypiske uralske model, men de har stadig umiskendelige uralske træk.

### Uralske særtræk
Typologiske træk, hvor de samiske sprog opfører sig som andre uralske sprog, er bl.a. følgende (hvor ikke andet er bemærket, stammer eksemplerne fra nordsamisk:
- Fonologi

1. De samiske sprog har fast placering af tryk på første stavelse, så det er let at finde ordgrænsen, selv for lange ord med mange suffikser
2. I det samiske ordforråd er der restriktioner på konsonanter i begyndelsen af stavelser. Et skandinavisk låneord som "kniv" har f.eks. mistet første konsonant, og på nordsamisk hedder det niibi
3. Samisk fonologi er relativt lidt påvirket af germansk til forskel fra østersøfinsk, som mere eller mindre har overtaget foneminventaret fra urgermansk og senere gammelsvensk

- Morfologi

1. De samiske sprog har ikke bøjningsklasser, men stammeklasser. På dansk er det umuligt at vide, at præteritum af verbet hænge er hang, mens datid af vrænge er vrængede og ikke vrang. På samisk, derimod, giver bøjningsstammen information om bøjningsformerne. Tostavelsesverber på -at, -it, -ut følger ét bøjningsmønster, mens verber på -át, -et, -ot følger et andet, og trestavelsesverber et tredje, sådan at 1. person ental indikativ præteritum af boahtit "at komme" er bohten, mens den tilsvarende form af dohppet "at gribe" er dohppejin og af muitalit "at fortælle" er muitalin
2. Nægtelse i samisk bliver udtrykt som et særligt verbum, hvor det på dansk er et adverbium (ikke). Hvor dansk har jeg går (ikke), du går (ikke) har samisk de positive former mun manan og don manat og de negative mun in mana og don it mana. Her har vi nægtelsesverbet ii, som har formene in og it i første og anden person, mens hovedverbet er uforanderligt i negative sætninger
3. De samiske sprog har lokalkasus, og Mun vuolggán Osloi, mun boađán Oslos betyder på nordsamisk "jeg kører til Oslo, jeg kommer fra Oslo", sådan at det på samisk er kasus og kun kasus, der fortæller, at substantivet er adverbielt, og hvilken slags adverbial det er

- Syntaks

1. Sætninger bliver opbygget med tilføjelser først og kernen bagefter. "om samane" er sápmelaččaid birra. På sydsamisk fungerer verbalsætningen på samme måde
2. Samiske verber har mange infinitte former, som bliver bøjet i kasus. F.eks. svarer verbalformen máhttime (aktiv essiv af máhttit "at kunne" til en ledsætning på dansk, som i eksemplet Dat logai iežas máhttime buot. "Hun sagde, at hun kunne alt."

### Særtræk som afviger fra det typisk uralske
De samiske sprog har ligesom de østersøfinske sprog været i kontakt med germanske og til dels baltiske sprog i flere tusinde år. Som et resultat har de optaget mange typologiske træk, som skiller dem fra andre uralske sprog. Af disse træk kan vi nævne:
- Fonologi

1. Intonationen i særlig syd- og lulesamisk er påvirket af de omkringliggende norske og svenske dialekter

- Morfologi

1. Hvor de fleste andre uralske sprog har en rent agglutinerende struktur, har de samiske sprog flere suprasegmentale, morfologiske processer.
  1. Den mest kendte er stadieveksling, som findes i alle samiske sprog nord for Ume älv. Det samiske stadieskift adskiller sig fra det østersøfinske ved, at dér hvor østersøfinsk har en svækkelse af konsonantcentrum i svagt stadium, har samisk er styrkelse af konsonantcentrum i stærkt stadium. Samisk har et rigere stadieskift end finsk. Jf. artiklerne for de enkelte sprog angående mere information om stadieskiftene
  2. En anden proces er diftongforenkling, en proces hvor diftongen i første stavelse bliver påvirket af vokalkvaliteten i anden stavelse
  3. En karakteristisk proces i sydsamisk (som ikke har stadieveksling), er omlyd. De enkelte omlydsprocesser minder om f.eks. i-omlyd og u-omlyd i germansk, men til forskel fra germansk har sydsamisk syv omlydsrækker og seks kontekster for hver række
2. De samiske sprog hører sammen med østersøfinsk og germansk til det nordeuropæiske Sprachbund, som danner komplekse leksikalske nydannelser ved hjælp af sammensætninger. Ordet for grammatik er på nordsamisk "sproglære", giellaoahppa, sammensat af giella og oahppa. Forleddet i sammensætninger kan være i nominativ eller i genitiv. Nominativ kan have en speciel allegroform, hvor sidste vokal bliver svækket, som i sátni + girji = sátnegirji "ordbog". I de fleste andre uralske sprog er sammensætninger både prosodisk og ortografisk set løsere sammensat

- Syntaks

1. Det mest karakteristiske træk ved den samiske syntaks er, at adjektivet har en særlig form, som bruges, når det står foran substantivet. Ordet for "ny" er ođas, men "ny bil" og "i den nye bilen" bliver ođđa biila og ođđa biillas. Af alle sprog i verden er det kun hos de samiske og de østersøfinske sprog, at adjektiver retter sig efter substantiverne, uden at substantiverne samtidig har genus. Baggrunden for dette fænomen i samisk er omdiskuteret, men en mulig analyse er, at det både i samisk og i østersøfinsk kommer af germansk påvirkning
2. Til forskel fra de østlige, uralske sprog, f.eks. ob-ugrisk og samojedisk, afviger de samiske sprog fra "kerne sidst"-princippet i flere konstruktioner

## Sproghistorie

### Ydre sproghistorie

#### De ældste skriftlige kilder
Den ældste sproglige kilde til samisk stammer fra 1597, hvor en engelsk sømand, Stephen Borroughs, lavede en liste over 95 samiske ord på Kolahalvøen. De første bøger på samisk, en ABC-bog og en messebog, blev trykt i Sverige i 1619, og de var skrevet på sydsamisk. Den lille katekismus udkom i 1633 og var skrevet på samme sprog. En ABC-bog fra 1638 var skrevet på et mere nordligt sprog, lulesamisk. I 1648 udkom Johannes Tornæus’ Manuale lapponicum, et bestillingsværk fra den svenske stat. 

### Indre sproghistorie
Den samiske sprogfamilie er lige så gammel som den østersøfinske sprogfamilie. De opstod som separate sprogfamilier, da de udskilte sig fra hinanden, ved at den sydlige del af de vestlige uralske sprog kom under baltisk og germansk påvirkning i sammenhæng med indførelsen af jordbruget.

#### Ur-finsk-samisk og baltisk påvirkning
De ældste baltiske jordbrugs-lånord er fælles for både samisk, finsk, mordvinsk og marisk, så et særligt finsk-samisk ursprog kan ikke være opstået før efter de første spor af jordbrug i Volgaområdet og Baltikum, dvs. i begyndelsen af det 2. årtusinde f.Kr.. Der er flere sproglige træk, som forener samiske og østersøfinske sprog, f.eks. stadieskiftene, runde vokaler i anden stavelse og bortfald af v foran runde vokaler. Fællestræk i bøjningslæren er bl.a. formativerne for komparativ, imperativ, konditionalis, potentialis og infinitiv.